# Vieux pont sur le Dropt
Le vieux pont sur le Dropt est un pont permettant à l'ancienne route le franchissement du Dropt entre La Sauvetat-du-Dropt et Agnac, dans le département français de Lot-et-Garonne. C'est un pont en arc composé de vingt-quatre petites travées.

## Historique
Une commanderie templière a existé à La Sauvetat-du-Dropt.
Le pont datant du XIIIe siècle comprend deux parties : 
- un pont de style roman avec des arches en plein cintre permettant de franchir la prairie inondable et la Braguèze qui serpente entre ses arches,
- un pont de style gothique sur le Dropt avec avant-becs et des arcs en arcs brisés.

Le pont est sur un chemin de Compostelle permettait aux pèlerins de Saint-Jacques-de-Compostelle de franchir le Dropt. Une croix placée sur le pont servait de repère aux pèlerins.
Les arches sur le Dropt servaient aussi de barrage déversoir pour alimenter en eau le moulin à La Sauvetat-du-Dropt.
Une arche a été remplacée par une passerelle pour passer de l'un à l'autre au droit d'une écluse quand le Dropt a été rendu navigable entre Eymet et Labarthe, jusqu'à la confluence avec la Garonne au milieu du XIXe siècle. 
Le pont a été restauré en 2014 pour installer de nouvelles barrières de sécurité,.
Le pont a été classé au titre des monuments historiques le 30 janvier 1992.